# Marpissa formosa
Marpissa formosa är en spindelart som först beskrevs av Banks 1892.  Marpissa formosa ingår i släktet Marpissa och familjen hoppspindlar. Inga underarter finns listade i Catalogue of Life.